# Coleophora amiculella
Coleophora amiculella é uma espécie de mariposa do gênero Coleophora pertencente à família Coleophoridae.